# Martin Van Buren
Martin Van Buren, född 5 december 1782 i Kinderhook, New York, död där den 24 juli 1862 i sviterna av astma, var en amerikansk politiker; USA:s åttonde president 1837–1841. Demokrat, medlem i Nederländska reformerta kyrkan, gift med Hannah Hoes Van Buren, en avlägsen släkting.

## Biografi
Van Buren var en av Andrew Jacksons närmaste medarbetare och spelade som sådan en viktig roll vid tillkomsten av det demokratiska partiet.
Han valdes 1836 som demokrat, men motståndare till fler slavstater i unionen, med 170 elektorsröster mot William Henry Harrison (Whigpartiet), 73 elektorsröster, som främste medtävlare. Före presidentskapet senator, utrikesminister (1829–1831), guvernör och vicepresident.
Han tillträdde sitt presidentskap i ett tillstånd av finanskris och förlorade i sitt försök till omval 1840. Han sökte sedan den demokratiska nomineringen 1844 men förlorade till följd av partiets dåvarande krav på 2/3-majoritet vid presidentkonventet, och kandiderade slutligen 1848 för presidentposten som Free Soil-partiets kandidat. I Van Burens administration var John Forsyth utrikesminister.
Van Burens viktigaste insats som president var överföringen av regeringens medel från delstatsbankerna till en självständig förvaltning.
Hans fru avled 1819 och Van Buren gifte aldrig om sig. Under Van Burens tid som president, tog hans svärdotter Angelica Van Buren på sig rollen som USA:s första dam.
Martin Van Buren var den förste amerikanska presidenten som fötts som amerikansk medborgare och även den förste – och hittills ende – presidenten som inte hade engelska som modersmål.